# Мурсийская кухня

Автономное сообщество Мурсия на карте Испании.

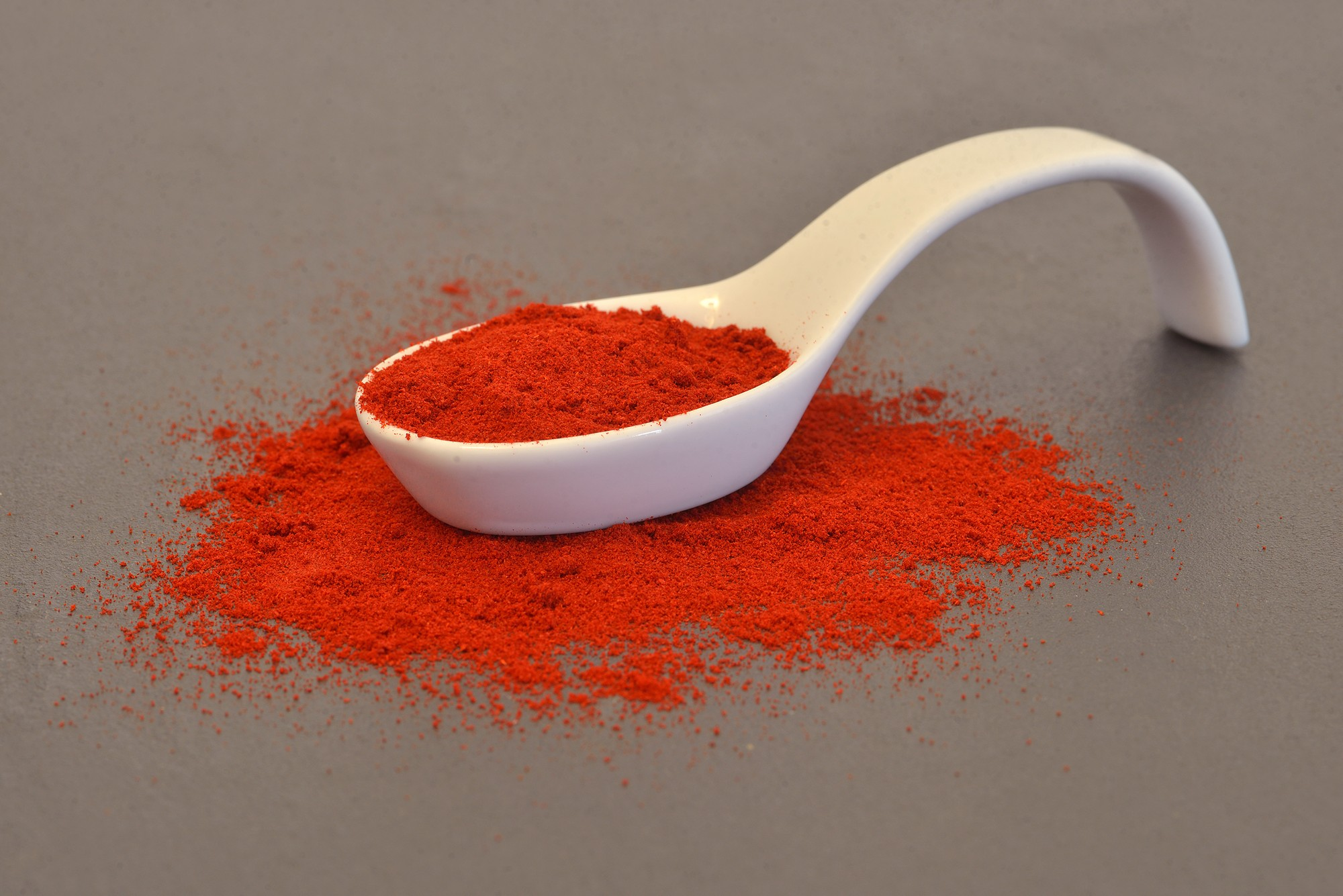
Паприка местного производства — один из символов Мурсийской кухни.

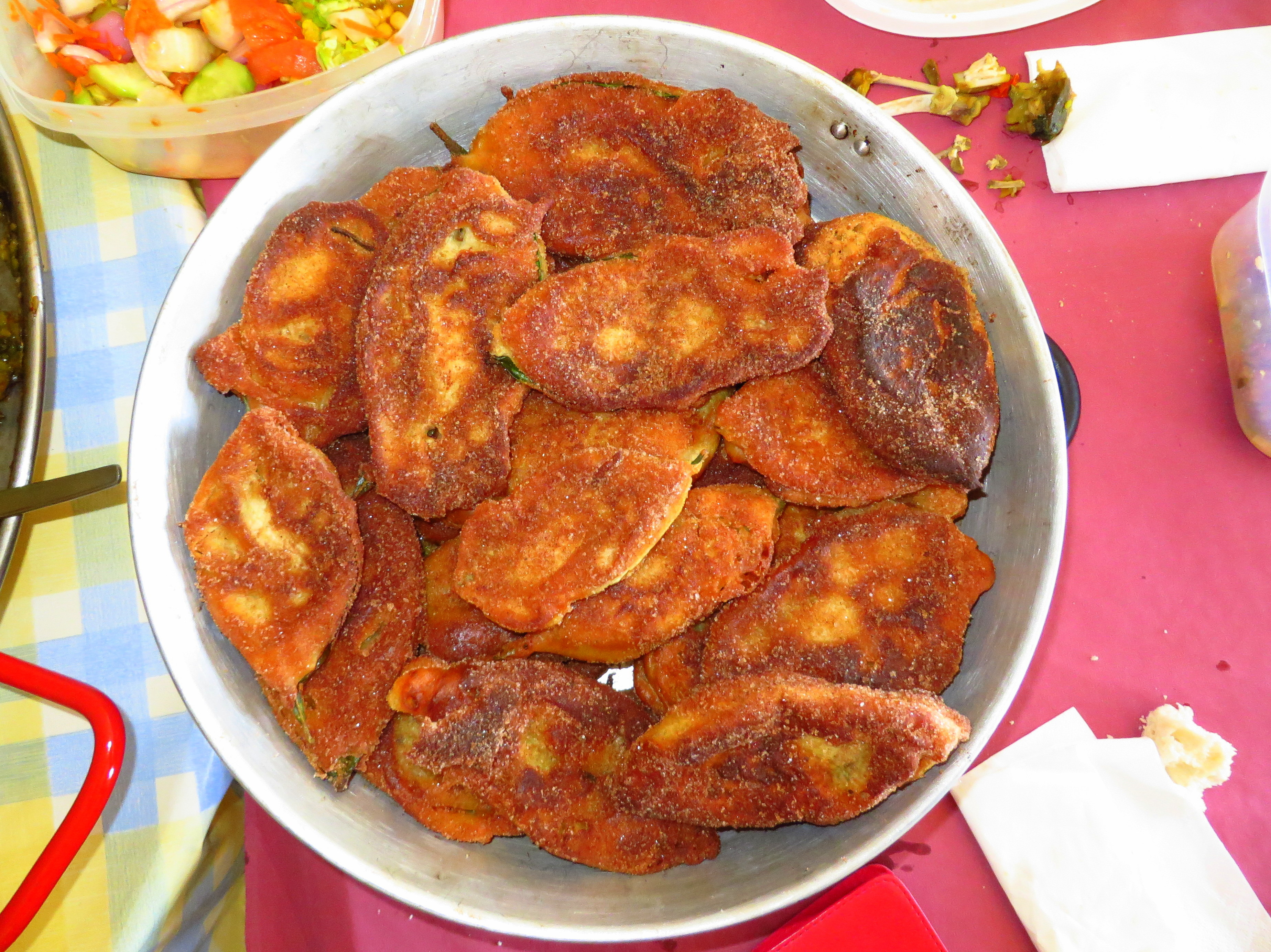
Папарахотес — пирожки из листьев лимона

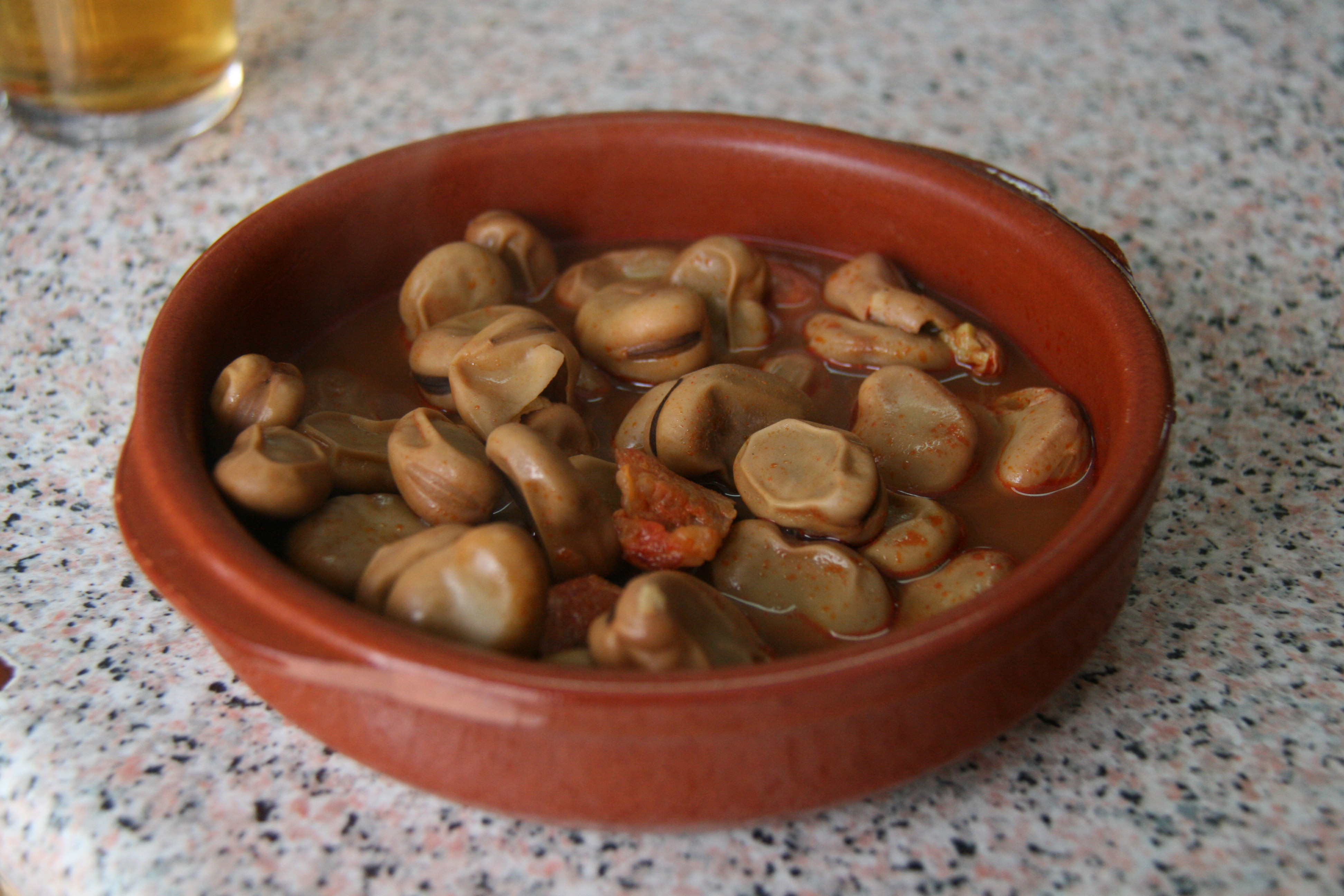
Мичиронес — косидо из бобов

Мурсийская кухня — региональная кухня испанского автономного сообщества Мурсия. Большое влияние на гастрономические привычки Мурсии оказали соседние регионы — Валенсия, Андалусия и Кастилия — Ла-Манча.
Благодаря географическому разнообразию региона, кухня Мурсии также разнообразна. В прибрежных районах популярны блюда из рыбы и морепродуктов. В районе орошаемых земель выращивают большое количество овощей и фруктов, которые широко используются при приготовлении различных блюд в этой части Мурсийского региона. На кухню внутренних районов Мурсии большое влияние оказала кухня Кастилии — Ла-Манчи, для этой части характерны мясные блюда и колбасы, а также широкое употребление в пищу бобовых культур.

## История
Уже Марк Порций Катон Старший упоминал в своем сочинении De re rustica типичный мурсийский мясной пирог. В римский период возникли первые оливковые плантации и фабрики по производству гарума и соленой рыбы.
В период арабского завоевания Испании, из кухни Аль-Андалуса в местную кухню были заимствованы многие арабские элементы. Во времена Аль-Андалуса была сооружена обширная оросительная система вокруг реки Сегура, которая значительно повысила производительность сельского хозяйства. Типичные для кухни испанских мавров блюда из баклажан, артишоков, цуккини и чеснока прочно заняли свои позиции в мурсийской кухне. Мохама, типичное для Мурсии вяленое в соли филе тунца, восходит к тому же времени.
С открытием Америки популярными продуктами мурсийской кухни стали красный перец и томаты.

## Типичные продукты
Ряд мурсийских продуктов обладает защищенным географическим статусом: мурсийский сыр, мурсийское вино, груши из Хумильи, рис из Каласпарры, мурсийская паприка.

### Овощи и фрукты

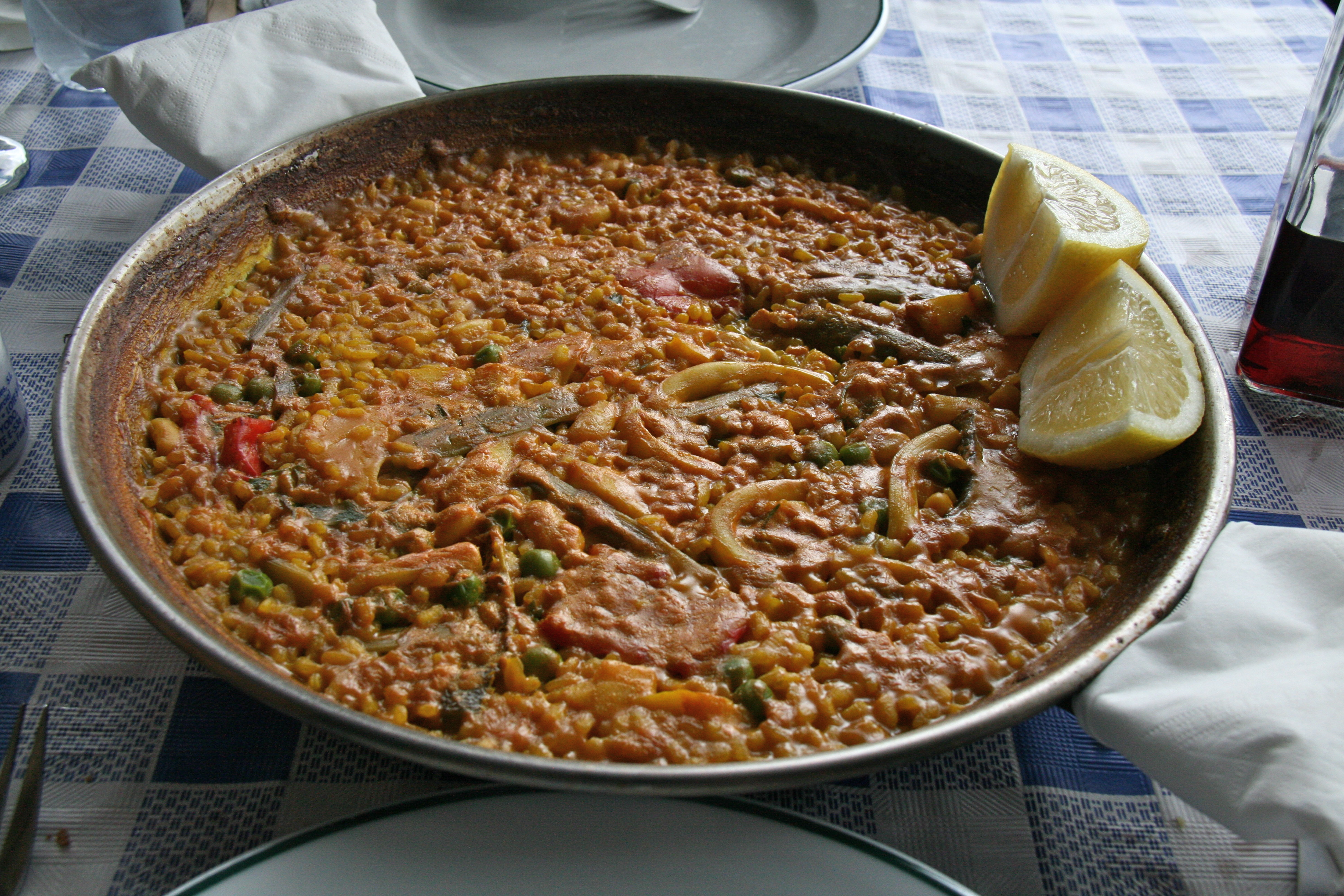
Рис с бобами и бакальяу

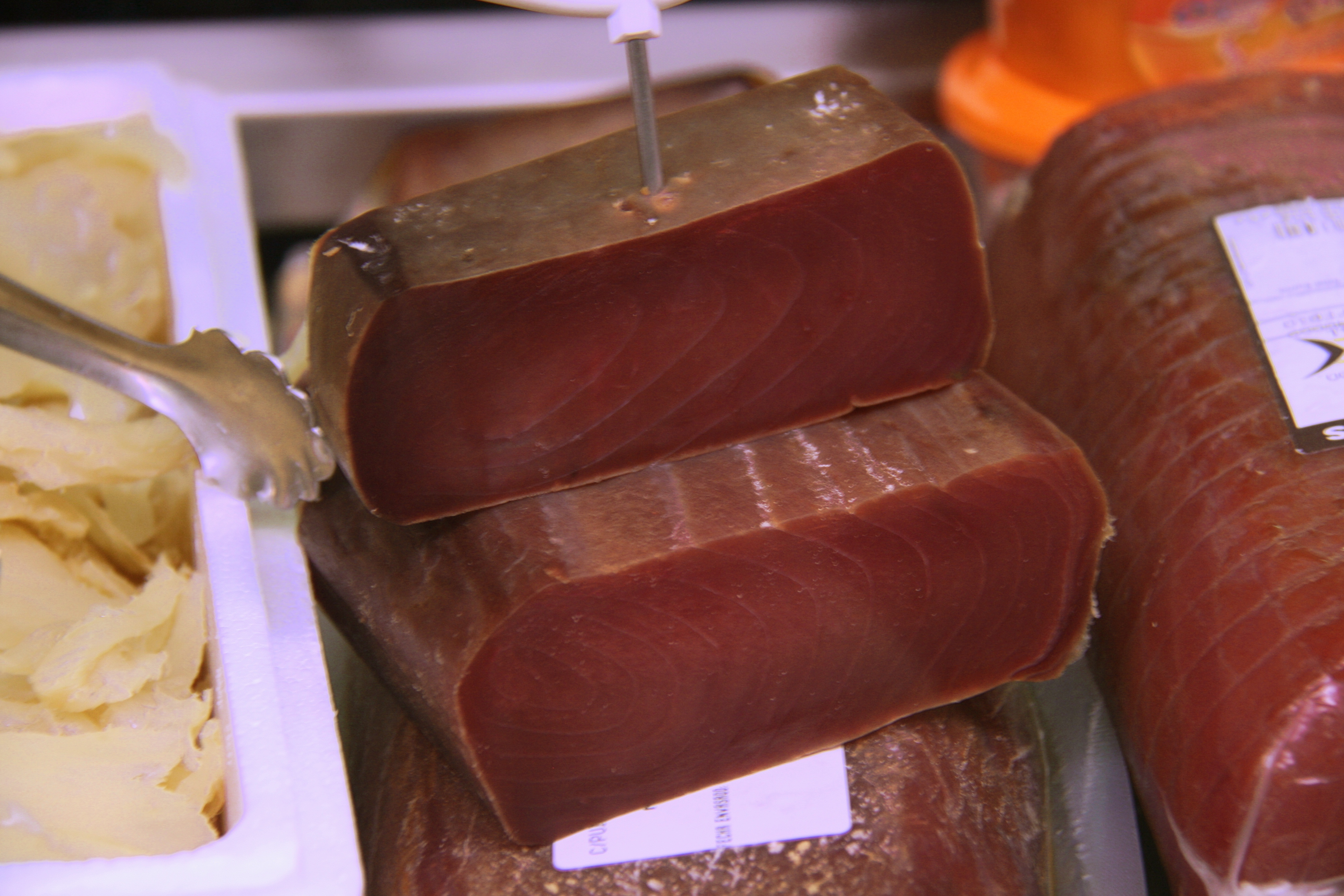
Мохама, типичное для Мурсии вяленое в соли филе тунца

В окрестностях столицы автономного сообщества, города Мурсия (комарка Уэрта-де-Мурсия) находятся крупные овощные и фруктовые плантации. Эта часть Мурсии известна под прозвищем «Огород Европы». В первую очередь здесь выращивают косточковые фрукты, цитрусовые, бобовые культуры и овощи. Среди овощей, наряду с другими, популярен мангольд. В этой части провинции популярны такие блюда, как мурсийский салат, овощные и бобовые похлёбки, сарангольо (омлет с добавлением цуккини, лука и иногда картофеля).
Для зимнего времени характерны сытные айнтопфы из бобовых (косидо) с добавлением хамона, чоризо и других мясных продуктов. Также популярны тыква и зелёные бобы. Среди картофельных блюд особой популярностью пользуется запечённый картофель.
Среди фруктов популярны выращиваемые в регионе сливы, абрикосы, персики, инжир, апельсины, лимоны, мандарины. Из листьев лимона выпекают сладкие пирожки папарахотес.
Особенно хорошо известны мурсийские груши «Эрколина», которые в ЕС являются продуктом с защищённым регионом происхождения.
Во внутренних частях региона климат более континентальный, здесь выращивают зерновые, бобовые (нут, чечевицу, бобы хаба), оливки, миндаль и виноград.
Блюда из риса (обычно круглозёрного) также типичны для Мурсийского региона: рис с овощами, с цветной капустой и анчоусами, с морепродуктами, с картофелем и колбасами. Следует особо отметить паэлью, которую обычно готовят с сезонными продуктами (артишоки, сладкий перец, рыба, морепродукты).

### Мясо и рыба

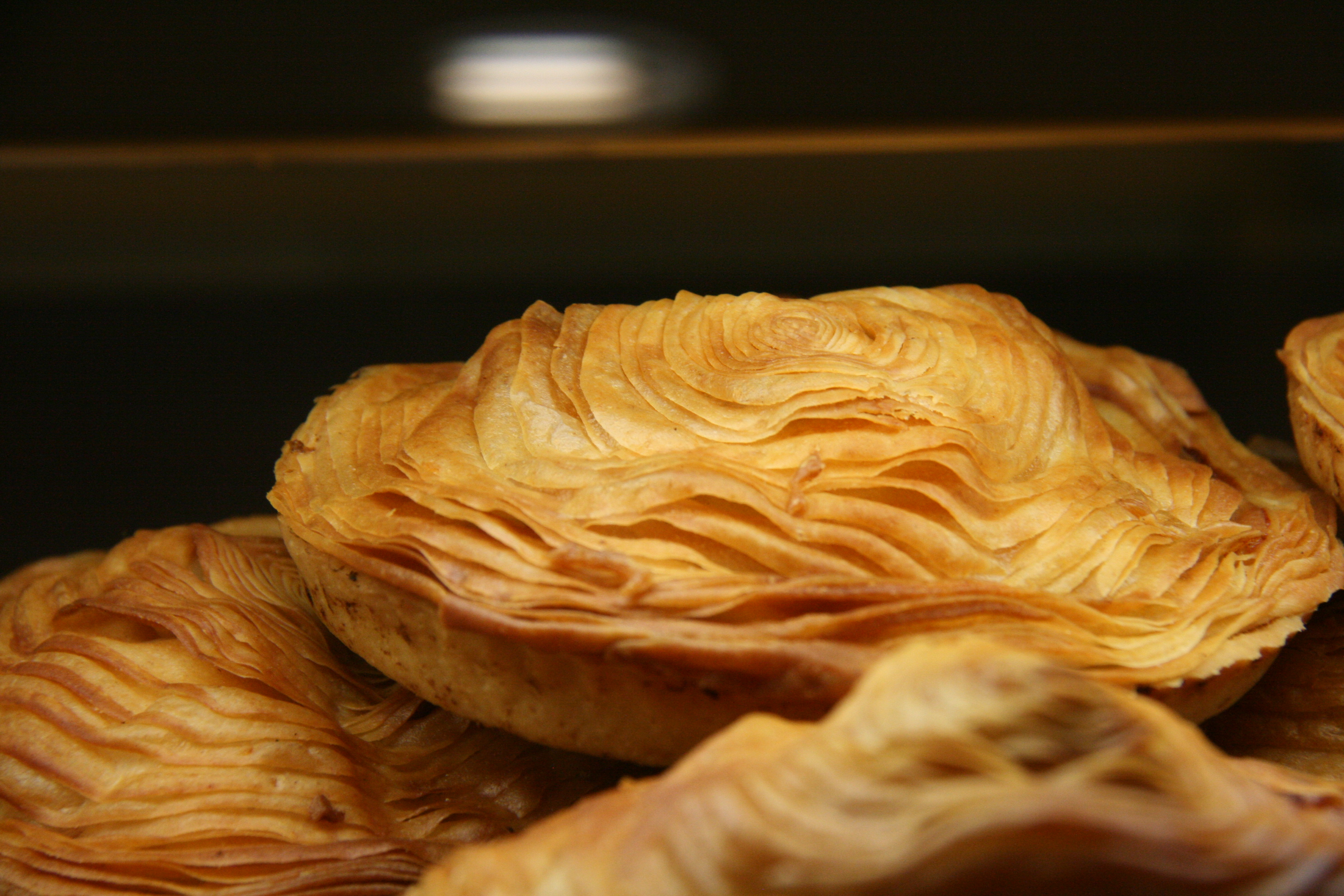
Мурсийский мясной пирог

В приморских районах популярны прежде всего рыбные блюда и морепродукты. Мар-Менор является поставщиком креветок, барабулек, дорады и кефали. Вдоль всего средиземноморского побережья ведется добыча разнообразной рыбы. Многообразие рецептов блюд из рыбы и морепродуктов составляет основу кухни приморских районов Мурсии. Рыбья икра, приготовленная различным образом, также широко употребляется в пищу. Из бакальяу делают фрикадельки. Также популярно соленое филе тунца мохама.
Мясные блюда готовят как из дичи (например, крольчатины), так и из свинины или баранины. Типичными блюдами являются многочисленные колбасы, рис с крольчатиной и улитками, жаренная баранья нога, хумильянский гаспачо, гачамига с сардинами или мясом, олья хитана (косидо с добавлением груш). На рождественский стол часто ставят приготовленную баранью голову. Одним из деликатесов считается мурсийский мясной пирог.

### Напитки и десерты
Вина Мурсийского региона не относятся к числу самых известных испанских вин, но тем не менее на внутреннем рынке весьма популярны. К винодельческим районам относятся Хумилья, Екла, Бульяс, Абанилья и Кампо-де-Картахена.
Среди сладких блюд стоит отметить мёд, мармелад, десерты из миндаля, калатравский хлеб (пудинг) и папарахотес.